# La Grande Pâque russe

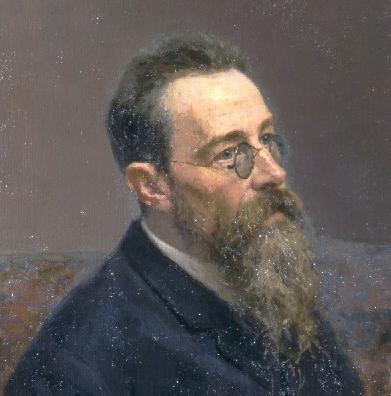
Portrait de Nikolaï Rimski-Korsakov, compositeur de La Grande Pâque russe

La Grande Pâque russe (en russe : Светлый праздник / Svetly prazdnik ; en orthographe précédant la réforme de 1917-1918 : Свѣтлый праздникъ), op. 36, est une ouverture de concert écrite par le compositeur Nikolaï Rimski-Korsakov entre août 1887 et avril 1888 à la mémoire de Modeste Moussorgski et d'Alexandre Borodine, deux membres du Groupe des Cinq. La première édition de M. P. Belaïeff de 1890 précise en français : La Grande Pâque Russe. Ouverture sur des Thèmes de l'Église Russe pour Grand Orchestre (sic).
Précédée par deux autres chefs-d'œuvre d'orchestration, le Capriccio espagnol et Schéhérazade, elle est sous-titrée Ouverture sur des thèmes liturgiques d'après le psaume 68 et l'Évangile selon Saint Marc, chapitre XVI. La première eut lieu à Saint-Pétersbourg, le 3 décembre 1888 sous la direction du compositeur dans le cadre des Concerts symphoniques russes.

## Structure et Argument
Les thèmes de cette ouverture sont en grande partie extraits de la liturgie orthodoxe russe, basés plus exactement sur une collection d'anciens cantiques disparates, souvent anonymes,  appelés Obikhod et adoptés comme chants liturgiques officiels à la Cour Impériale des Romanov.
Dans son programme de présentation, Rimsky-Korsakov inclut plusieurs citations bibliques afin de guider l'auditeur sur ses intentions. Pour caractériser l’office de la  Pâque russe, il réunit dans cette œuvre les souvenirs du prophète antique, du récit évangélique en y associant les joies païennes du peuple russe. Chaque partie de l'ouverture est décrite avec précision par Rimski-Korsakov dans ses Chroniques de ma vie musicale :
- Lento mystico - Maestoso

« L’assez longue et lente introduction à La Grande Pâque russe sur le thème Dieu ressuscitera, évoquait pour moi la prophétie d’Isaïe sur la résurrection du Christ. »
- Andante lugubre

« Les sombres couleurs de l’andante lugubre semblent représenter le Saint Sépulcre s’illuminant au moment de la résurrection… »
- Allegro agitato

« Le commencement de l’Allegro, extrait du psaume Ceux qui le haïssent fuiront de devant sa face, est bien en harmonie avec la joie qui caractérise la cérémonie orthodoxe : la trompette solennelle de l’Archange alterne avec le son joyeux et presque dansant des cloches, coupé tantôt par la lecture rapide du diacre, tantôt par le chant du prêtre lisant dans le Livre saint la Bonne Nouvelle. »
- Maestoso alla breve

« Le thème Christ est ressuscité, constituant en quelque sorte le thème secondaire de l’œuvre, apparaissait entre l’appel des trompettes et le son des cloches, et formait également une coda solennelle. »
Sa durée est approximativement de 15 minutes.

## Orchestration
L'œuvre est écrite pour orchestre symphonique.
| Instrumentation de La Grande Pâque russe                                                 |
| Cordes                                                                                   |
| premiers violons, seconds violons, altos, violoncelles, contrebasses, harpe              |
| Bois                                                                                     |
| 3 flûtes, la 3e jouant le piccolo, 2 hautbois, 2 clarinettes (en ut), 2 bassons          |
| Cuivres                                                                                  |
| 4 cors, 2 trompettes (en la et en si bémol), 3 trombones, tuba                           |
| Percussions                                                                              |
| 3 timbales, cloches tubulaires grosse caisse, caisse claire, tam-tam, cymbales, triangle |